# Eudonia albertalis
Eudonia albertalis là một loài bướm đêm trong họ Crambidae.